# Linus Kuhlin
Linus Kuhlin, född 1993, är en svensk journalist och författare.